# Provora
Provora je druhově nepočetná skupina volně žijících vodních jednobuněčných eukaryot, fylogenetickou analýzou identifikovaná v r. 2022. Její zástupci jsou geneticky, morfologicky a behaviorálně (svým chováním) odlišní od ostatních eukaryot, a proto se klasifikují jako samostatná superskupina, ukotvená hluboko ve fylogenetickém stromu kortikátních eukaryot.
Zástupci jsou si sice povrchně podobní, ale jejich dvě vnitřní vývojové linie – nibbleridi (Nibbleridia) a nebulidi (Nebulidia) – se zásadně liší ultrastrukturou, chováním a obsahem genů. Společným znakem je, že zástupci obou skupin jsou predátoři lovící a požírající jednobuněčná eukaryota, tedy protisty.
Vyskytují se celosvětově v mořském i sladkovodním prostředí, ale jsou početně vzácní.

## Systematika
Superskupina: Provora Tikhonenkov et al. 2022
Kladisticky je definována jako nejužší klad zahrnující druhy Nibbleromonas quarantinus, Ubysseya fretuma (oba Nibbleridia), Nebulomonas marisrubri, Ancoracysta twista (oba Nebulidia).
Etymologická poznámka: Jméno vzniklo ze zkráceného slova protisté a z angl. ‚devour’ resp. ‚voracious’ – ‚požírat’ resp. ‚žravý’ (tedy jedním slovem ‚protistožraví’) a charakterizuje dravý životní styl zástupců, požírajících protisty.
Člení se na dvě přirozené vývojové linie (klady), taxonomicky reprezentované monotypickými kmeny, třídami i řády; dosud (konec roku 2022) jsou popsány pouze čtyři rody:
- Kmen: Nibbleridia Tikhonenkov et al. 2022 – nibbleridi[2]
  - Třída: Nibbleridea Tikhonenkov et al. 2022
    - Řád: Nibbleridida Tikhonenkov et al. 2022
      - Čeleď: Nibbleridae Tikhonenkov et al. 2022
        - Rod: Nibbleromonas Tikhonenkov et al. 2022
        - Rod: Ubysseya Tikhonenkov et al. 2022
- Kmen: Nebulidia Tikhonenkov et al. 2022 – nebulidi[2]
  - Třída: Nebulidea Tikhonenkov et al. 2022
    - Řád: Nebulidida Tikhonenkov et al. 2022
      - Čeleď: Nebulidae Tikhonenkov et al. 2022
        - Rod: Ancoracysta Janouškovec, Tikhonenkov, Burki, Howe, Rohwer, Mylnikov et Keeling 2017[4]
        - Rod: Nebulomonas Tikhonenkov et al. 2022

## Popis
Jedná se o volně žijící eukaryovorní heterotrofní protisty se dvěma bičíky, se žlábkem na břišní straně, ve kterém probíhá pohlcování kořisti, a s extruzomy, na povrchu jinak nevýrazní.
Oproti jiným protistům jsou relativně malí (řádově do 10 μm). Dva heterodynamické bičíky (jeden směřuje dopředu, druhý dozadu) jsou ukotveny v samostatných kapsách. Díky nim dokážou zástupci Provora rychle plavat, což je výhodou pro jejich dravý způsob obživy.
Dvě samostatné vývojové linie taxonomicky představované kmeny se však liší ve způsobu, jakým kořist pohlcují. Nibbleridi se živí okusováním své kořisti, zatímco nebulidi ji pohlcují vcelku.

### Nebulidi
Jsou to přibližně 10 μm dlouzí bičíkovci vejčitého tvaru. Jak již bylo uvedeno, fagocytují celé buňky kořisti.
Dva bičíky jsou ukotvené v samostatných kapsách blízko předního vrcholu buňky a nemají vlášení (akronemata). Zadní bičík je v proximální části rozšířen v krátký podélný lem a je sdružen s břišní rýhou vyztuženou mikrotubuly.
Buněčný povrch je s výjimkou bičíkových kapes a buněčného hltanu (cytofarynx) vyztužen kortikálními alveoly. Extruzní organely jsou ankoracystního nebo toxicystního typu.

### Nibbleridi
Jsou oproti nebulidům mnohem menší (asi 3 μm) a mají štíhlejší srpkovité buňky. Sice mohou také pohltit kořist vcelku, ale charakteristické je, že se živí u protistů zcela jedinečným způsobem, kdy odkousnou a spolknou část velké buňky kořisti uzavřením své břišní rýhy a použitím zubovitých výčnělků na jejím okraji.
Břišní rýha obsahuje pět až šest velkých složitých extruzomů používaných k útoku na kořist; pod ní na povrchu buňky vystupuje výrazný trn. Stěny ventrální rýhy jsou vyztuženy širokými pásy mikrotubulů.
Zadní bičík je rozšířen v dva protilehlé podélné lemy. Jedná se o rys mezi eukaryoty vzácný, který se jinak vyskytuje pouze u malawimonád, některých metamonád a exkavát skupiny Discoba.
Povrch buňky je podpořen řadou stejně vzdálených cytoplazmatických mikrotubulů a na hřbetní straně vyztužen 1–2 vrstvami alveolárních váčků pod plazmatickou membránou. Extruzomy jsou trichocystového typu. Charakteristická je také velká mitochondrie s tubulárními (trubičkovitými) až váčkovitými kristami a vláknitou inkluzí, a mikrotělísko vedle mitochondrie. Zvláštní vláknitá inkluze v mitochondriích je jinak charakteristická pouze pro tubulární kristy u některých ochrofyt (zlativky, různobrvky).
Charakteristiky sdílené se vzdálenými příbuznými naznačují, že tyto aspekty jejich tělesného plánu mohou být velmi staré, potenciálně připomínající stav předků několika velkých eukaryotických superskupin.

## Fylogeneze
Fylogenetická analýza provedená ze známých částí jaderného genomu, mitochondriálního genomu a transkriptomu zástupců Provora ukázala, že tato skupina je ukotvená hluboko ve fylogenetickém stromu kortikátních eukaryot (tzv. Diaphoretickes), proto se řadí jakožto nová superskupina nad úrovně tradičních eukaryotických říší, jako jsou rostliny nebo živočichové.
Fylogenetická pozice Provora vzhledem k jiným zavedeným eukaryotickým skupinám se mírně liší v závislosti na fylogenetické metodě, přesto je vždy podpořena blízkost k superskupinám TSAR (početný klad SAR společně s malou skupinou Telonemia) a Haptista, analýza maximální věrohodnosti silně upřednostňuje spojení Provora s další superskupinou nejisté fylogenetické afinity, Hemimastigophora, třebaže její postavení z několika dosavadních analýz vycházelo mnohem bazálněji – jakožto nejnižší větve Diaphoretickes.
I kvůli nedostatečné znalosti celého genomu zástupců fylogenomické analýzy v současné době nedokážou s vysokou spolehlivosti rozlišit mezi blízkými alternativami, ale velmi silně podporují monofylii, tedy přirozenost Provora a jejich velkou genetickou vzdálenost od ostatních eukaryotních superskupin.
Jako nejvhodnější nekonfliktní řešení pro umístění Provora stávající analýzy ukazují na sesterský vztah k seskupení Haptista + TSAR,

|  | SAR       |
|  |           |
|  | Telonemia |
|  |           |

|  | Haptophyta        |
|  |                   |
|  | Centroplasthelida |
|  |                   |

|  | SAR       |
|  |           |
|  | Telonemia |
|  |           |

|  | Haptophyta        |
|  |                   |
|  | Centroplasthelida |
|  |                   |

|  | SAR       |
|  |           |
|  | Telonemia |
|  |           |

|  | Haptophyta        |
|  |                   |
|  | Centroplasthelida |
|  |                   |

|  | SAR       |
|  |           |
|  | Telonemia |
|  |           |

|  | Haptophyta        |
|  |                   |
|  | Centroplasthelida |
|  |                   |

|  | SAR       |
|  |           |
|  | Telonemia |
|  |           |

|  | Haptophyta        |
|  |                   |
|  | Centroplasthelida |
|  |                   |

|  | SAR       |
|  |           |
|  | Telonemia |
|  |           |

|  | Haptophyta        |
|  |                   |
|  | Centroplasthelida |
|  |                   |

|  | SAR       |
|  |           |
|  | Telonemia |
|  |           |

|  | Haptophyta        |
|  |                   |
|  | Centroplasthelida |
|  |                   |

|  | SAR       |
|  |           |
|  | Telonemia |
|  |           |

|  | Haptophyta        |
|  |                   |
|  | Centroplasthelida |
|  |                   |

|  | Cryptista      |
|  |                |
|  | Archaeplastida |
|  |                |

|  | SAR       |
|  |           |
|  | Telonemia |
|  |           |

|  | Haptophyta        |
|  |                   |
|  | Centroplasthelida |
|  |                   |

|  | SAR       |
|  |           |
|  | Telonemia |
|  |           |

|  | Haptophyta        |
|  |                   |
|  | Centroplasthelida |
|  |                   |

|  | SAR       |
|  |           |
|  | Telonemia |
|  |           |

|  | Haptophyta        |
|  |                   |
|  | Centroplasthelida |
|  |                   |

|  | SAR       |
|  |           |
|  | Telonemia |
|  |           |

|  | Haptophyta        |
|  |                   |
|  | Centroplasthelida |
|  |                   |

|  | SAR       |
|  |           |
|  | Telonemia |
|  |           |

|  | Haptophyta        |
|  |                   |
|  | Centroplasthelida |
|  |                   |

|  | SAR       |
|  |           |
|  | Telonemia |
|  |           |

|  | Haptophyta        |
|  |                   |
|  | Centroplasthelida |
|  |                   |

|  | SAR       |
|  |           |
|  | Telonemia |
|  |           |

|  | Haptophyta        |
|  |                   |
|  | Centroplasthelida |
|  |                   |

|  | SAR       |
|  |           |
|  | Telonemia |
|  |           |

|  | Haptophyta        |
|  |                   |
|  | Centroplasthelida |
|  |                   |

|  | Cryptista      |
|  |                |
|  | Archaeplastida |
|  |                |

nebo ještě bazálněji jako sesterské skupiny Hemimastigophora (společně s Meteora sporadica) v kladu sesterském k Diaphoretickes:

|  | Provora                                                                |
|  |                                                                        |
|  | \| \| Hemimastigophora \| \| \| \| \| \| Meteora sporadica \| \| \| \| |
|  |                                                                        |
|  | Hemimastigophora                                                       |
|  |                                                                        |
|  | Meteora sporadica                                                      |
|  |                                                                        |

|  | Hemimastigophora  |
|  |                   |
|  | Meteora sporadica |
|  |                   |

|  | Provora                                                                |
|  |                                                                        |
|  | \| \| Hemimastigophora \| \| \| \| \| \| Meteora sporadica \| \| \| \| |
|  |                                                                        |
|  | Hemimastigophora                                                       |
|  |                                                                        |
|  | Meteora sporadica                                                      |
|  |                                                                        |

|  | Hemimastigophora  |
|  |                   |
|  | Meteora sporadica |
|  |                   |

|  | Provora                                                                |
|  |                                                                        |
|  | \| \| Hemimastigophora \| \| \| \| \| \| Meteora sporadica \| \| \| \| |
|  |                                                                        |
|  | Hemimastigophora                                                       |
|  |                                                                        |
|  | Meteora sporadica                                                      |
|  |                                                                        |

|  | Hemimastigophora  |
|  |                   |
|  | Meteora sporadica |
|  |                   |

|  | Provora                                                                |
|  |                                                                        |
|  | \| \| Hemimastigophora \| \| \| \| \| \| Meteora sporadica \| \| \| \| |
|  |                                                                        |
|  | Hemimastigophora                                                       |
|  |                                                                        |
|  | Meteora sporadica                                                      |
|  |                                                                        |

|  | Hemimastigophora  |
|  |                   |
|  | Meteora sporadica |
|  |                   |

|  | Provora                                                                |
|  |                                                                        |
|  | \| \| Hemimastigophora \| \| \| \| \| \| Meteora sporadica \| \| \| \| |
|  |                                                                        |
|  | Hemimastigophora                                                       |
|  |                                                                        |
|  | Meteora sporadica                                                      |
|  |                                                                        |

|  | Hemimastigophora  |
|  |                   |
|  | Meteora sporadica |
|  |                   |

|  | Provora                                                                |
|  |                                                                        |
|  | \| \| Hemimastigophora \| \| \| \| \| \| Meteora sporadica \| \| \| \| |
|  |                                                                        |
|  | Hemimastigophora                                                       |
|  |                                                                        |
|  | Meteora sporadica                                                      |
|  |                                                                        |

|  | Hemimastigophora  |
|  |                   |
|  | Meteora sporadica |
|  |                   |

|  | Provora                                                                |
|  |                                                                        |
|  | \| \| Hemimastigophora \| \| \| \| \| \| Meteora sporadica \| \| \| \| |
|  |                                                                        |
|  | Hemimastigophora                                                       |
|  |                                                                        |
|  | Meteora sporadica                                                      |
|  |                                                                        |

|  | Hemimastigophora  |
|  |                   |
|  | Meteora sporadica |
|  |                   |

|  | Provora                                                                |
|  |                                                                        |
|  | \| \| Hemimastigophora \| \| \| \| \| \| Meteora sporadica \| \| \| \| |
|  |                                                                        |
|  | Hemimastigophora                                                       |
|  |                                                                        |
|  | Meteora sporadica                                                      |
|  |                                                                        |

|  | Hemimastigophora  |
|  |                   |
|  | Meteora sporadica |
|  |                   |

## Výskyt
Zástupce skupiny Provora se podařilo nalézt prakticky na celém světě, ve vzorcích mořských vod (a to z geograficky velmi odlišných stanovišť, od teplých vod korálových útesů ostrova Curaçao, pobřežních sedimentů Černého a Rudého moře a vodních masách severovýchodního Pacifiku až po chladné vody Severního ledového oceánu), stejně jako ve sladkovodním prostředí.

## Zastoupené rody

### Nibbleromonas
Typový rod nibbleridů. Jedná se o rychle plavající srpkovité bičíkovce s výrazným trnem pod břišní rýhou. Ventrální rýha je vyztužena pásy mikrotubulů a podílí se na okusování částí buněk eukaryotické kořisti. Buněčné obaly na dorzální straně buňky obsahují 1–2 vrstvy alveolárních váčků pod buněčnou membránou. Vchlípení plazmatické membrány nebo mikropóry jsou umístěné mezi alveoly. Zadní bičík nese dva protilehlé podélné lemy. Mitochondriální kristy obsahují vláknité inkluze.
Etymologická poznámka: Jméno vzniklo z angl. ‚nibbler’ – ‚okusovač‘ a lat. ‚monas‘ – ‚monáda‘, tj. jednobuněčný organismus.
Popsané druhy:
- Nibbleromonas arcticus Tikhonenkov, Belyaev, Karpov, Zagumyonnyi, Borodina, Prokina, et Keeling 2022
- Nibbleromonas curacaus Tikhonenkov, Belyaev, Karpov, Zagumyonnyi, Borodina, Prokina, et Keeling 2022
- Nibbleromonas kosolapovi Tikhonenkov, Belyaev, Karpov, Zagumyonnyi, Borodina, Prokina, et Keeling 2022
- Nibbleromonas piranha Belyaev, Tikhonenkov et Karpov 2024
- Nibbleromonas quarantinus Tikhonenkov, Belyaev, Karpov, Zagumyonnyi, Borodina, Prokina, et Keeling 2022

### Ubysseya
Rod nibbleridů. Jsou to rychle plavající bičíkovci s nenápadnou břišní rýhou. Buňky jsou kulaté, zřídka oválné. Prostor mezi dvěma bičíkovými kapsami je vyztužený pásem mikrotubulů. Ventrální rýha je vyztužena pásy mikrotubulů a obsahuje buněčný hltan (cytofarynx). Buněčné povrchy nemají jednotnou strukturu – ta může být tvořena od jedné plazmatické membrány až po složitý komplex alveolů s vezikuly a násobnými membránami.
Etymologická poznámka: Jméno bylo odvozeno od anglicky vyslovovaného ‚UBC‘ (zkratka Univerzity Britské Kolumbie) a ‚The Ubyssey‘ – oficiálních studentských novin UBC.
Popsané druhy:
- Ubysseya fretuma Tikhonenkov, Belyaev, Karpov, Zagumyonnyi, Borodina, Prokina, et Keeling 2022

### Ancoracysta
Typový rod nebulidů. Jedná se o protisty se dvěma heterodynamickými bičíky ukotvenými do samostatných kapes a pokryté tenkou vrstvou hustého glykokalyxu. Tělo buňky je uzavřeno ve čtyřvrstvém obalu (théce) s vezikuly v meziprostoru. Mitochondriální kristy jsou lamelární (ploché přepážky). Extruzivní organely (tzv. ankoracysty) se skládají z amforovité struktury se sedmi paralelními válečky uvnitř a čepičky taktéž rozdělené do sedmi sektorů.
Etymologická poznámka: Rod byl pojmenován po neobvyklých extruzomech, zvaných ankoracysty, připomínajících v podélném řezu tvar lodní kotvy (latinsky ‚ancora‘).
Popsané druhy:
- Ancoracysta twista Janouškovec, Tikhonenkov, Burki, Howe, Rohwer, Mylnikov et Keeling 2017

### Nebulomonas
Rod nebulidů. Jsou to volně žijící jednobuněční protisté se dvěma hladkými heterodynamickými bičíky ukotvenými do samostatných bičíkových kapes. Zadní bičík s krátkým bočním lemem je spojen s mělkou a nepříliš dlouhou ventrální rýhou vyztuženou mikrotubuly. Kortikální alveolární systém je základem celého buněčného povrchu s výjimkou bičíkových kapes a buněčného hltanu. Extruzivní organely jsou toxicystního typu. Jsou to predátoři, lovící eukaryotní kořist.
Etymologická poznámka: Pojmenování vychází z lat. slov ‚nebulosus‘ – mlha a ‚monas‘ – ‚monáda‘, tj. jednobuněčný organismus.
Popsané druhy:
- Nebulomonas marisrubri (Mylnikov and Tikhonenkov 2009) Tikhonenkov, Belyaev, Karpov, Zagumyonnyi, Borodina, Prokina, Aleoshin, et Keeling 2022 (dříve Colponema marisrubri Mylnikov and Tikhonenkov 2009[7], syn. Ancoracysta marisrubri Cavalier-Smith 2018)